# Rörbockar
Rörbockar (Redunca) är ett släkte i underfamiljen Reduncinae som tillhör familjen slidhornsdjur. I släktet finns tre arter.

## Kännetecken
Rörbockar når en kroppslängd mellan 1,1 och 1,6 meter, en mankhöjd mellan 60 och 105 centimeter och en vikt mellan 20 och 95 kilogram. Svansens längd är 15 till 44,5 centimeter. Pälsens färg varierar mellan ljusbrun, ljus rödbrun och grå. Djurets undersida är liksom undersidan av den korta och yviga svansen vitaktig. Bara hanar har horn, som är 20 till 40 centimeter långa och böjda. Spetsen är tydligare framåtböjd än andra delar av hornen.
En naken fläck med en körtel ligger framför öronen. Antalet spenar hos honor är fyra.

## Utbredning
Arterna av släktet lever i Afrika söder om Sahara. Deras utbredningsområde sträcker sig från Senegal och Etiopien till Sydafrika. Habitatet utgörs av savann och glesa skogar.

## Levnadssätt
Rörbockar vistas vanligen i närheten av ett vattendrag. Ofta iakttas de bland flodernas vass. Å andra sidan har de mindre bra förmåga att simma. Dessa djur är huvudsakligen aktiva under gryningen eller natten. Under den torra perioden kan de vara dagaktiva. De livnär sig främst av gräs.
Rörande djurens sociala beteende finns olika uppgifter. Hanar lever ofta ensamma. Deras territorium överlappar med territoriet för en till fem honor. Ibland lever rörbockar i mindre flockar eller i par. Under torra årstider uppstår ibland större grupper av cirka 20 individer. Reviret som en hane försvarar är hos bohorrörbock 15 till 45 hektar stort. Hanar av stor rörbock har revir som är 35 till 60 hektar stort. Ibland förekommer strider som inte orsakar allvarliga sår.

## Fortplantning
Parningen är vanligtvis inte bunden till någon årstid. Bara hos individer som lever i utbredningsområdets sydliga delar (till exempel i Kruger nationalpark) sker parningen oftast mellan december och maj. Efter dräktigheten som varar cirka åtta månader föder honan vanligtvis en unge. Kort före födelsen skiljer sig honan från en eventuell grupp och uppfostrar ungdjuret ensam. Ungen lämnas för cirka två månader i ett gömställe och besöks med jämna mellanrum av modern. Sedan lever ungen tillsammans med modern tills nästa syskon föds. Ungen är könsmogen efter nio till 24 månader. Exemplar i fångenskap levde 18 år.

## Hot
Jakt utgör den största faran för rörbockar. Trots att de har blivit sällsynta i vissa områden är beståndet av bohorrörbock och stor rörbock inte hotat. Båda arter listas av IUCN som livskraftig (LC). För bergsrörbock är hoten allvarligare än det tidigare antogs. Det gäller främst den sydliga populationen i östra Sydafrika. Arten listas som starkt hotad (EN).

## Systematik
Rörbockar bildar tillsammans med släktet vattenbockar (Kobus) underfamiljen Reduncinae. Bägge släktena är bundna till ett liv vid vattnet. Släktet rörbockar består av tre arter.
- bohorrörbock (Redunca redunca)
- stor rörbock (Redunca arundinum)
- bergsrörbock (Redunca fulvorufula)